# 汉口火车站 (武汉地铁)
汉口火车站位于中华人民共和国湖北省武汉市江汉区汉口站附近地下，是武汉地铁2号线的地铁车站。未來將會是武漢地鐵10號線及12号线的换乘站。

## 车站结构
2号线车站斜穿国铁汉口火车站站前广场，与汉口火车站相配套，并与远期10号线、12号线形成“T”型换乘。
车站总长262.391m，为地下两层车站，总建筑面积为23980㎡。车站共设置6个独立的出入口及通道。2020年1月10日起，汉口站开始试行铁路旅客换乘地铁免安检，从国铁车站出站后可无需再次通过安检直接进入地铁站。
汉口站属于装修特色站，装修方案是“黄鹤归来”。站厅上方设有天井，引自然光照明，并树立腾飞的黄鹤雕塑，象征武汉热忱迎接八方来客。

### 楼层分布
| 地面     | 地面               | 出入口                                                       |  |  |
| 地下一层 | 站厅               | 售票机、客服中心、车站商圈、武漢通充值、洗手間、可通往漢口站 |  |  |
| 地下二层 |                    | █ 2号线 往天河机场（长港路）                                 |  |  |
|          | 岛式站台，左侧开门 |                                                              |  |  |
|          |                    | █ 2号线 往佛祖岭（范湖）                                     |  |  |

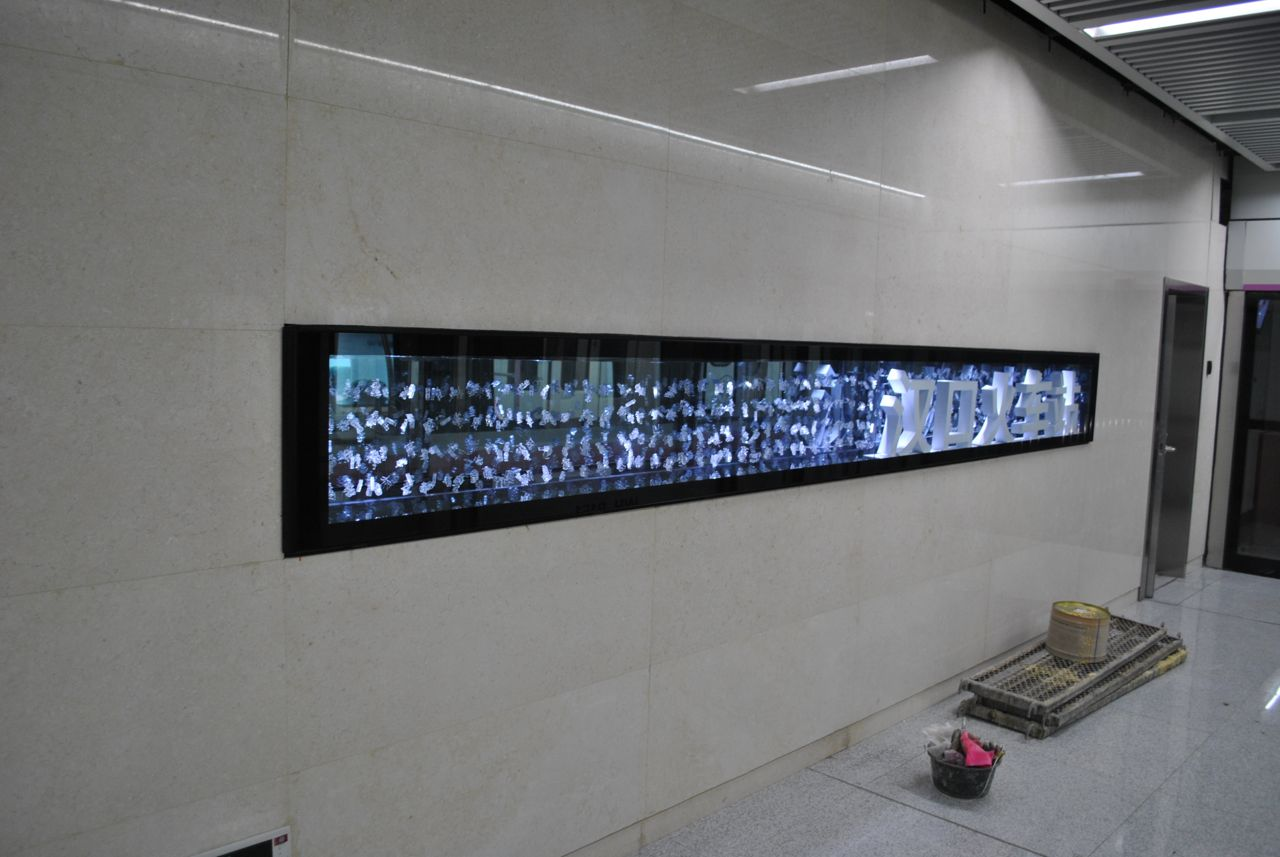
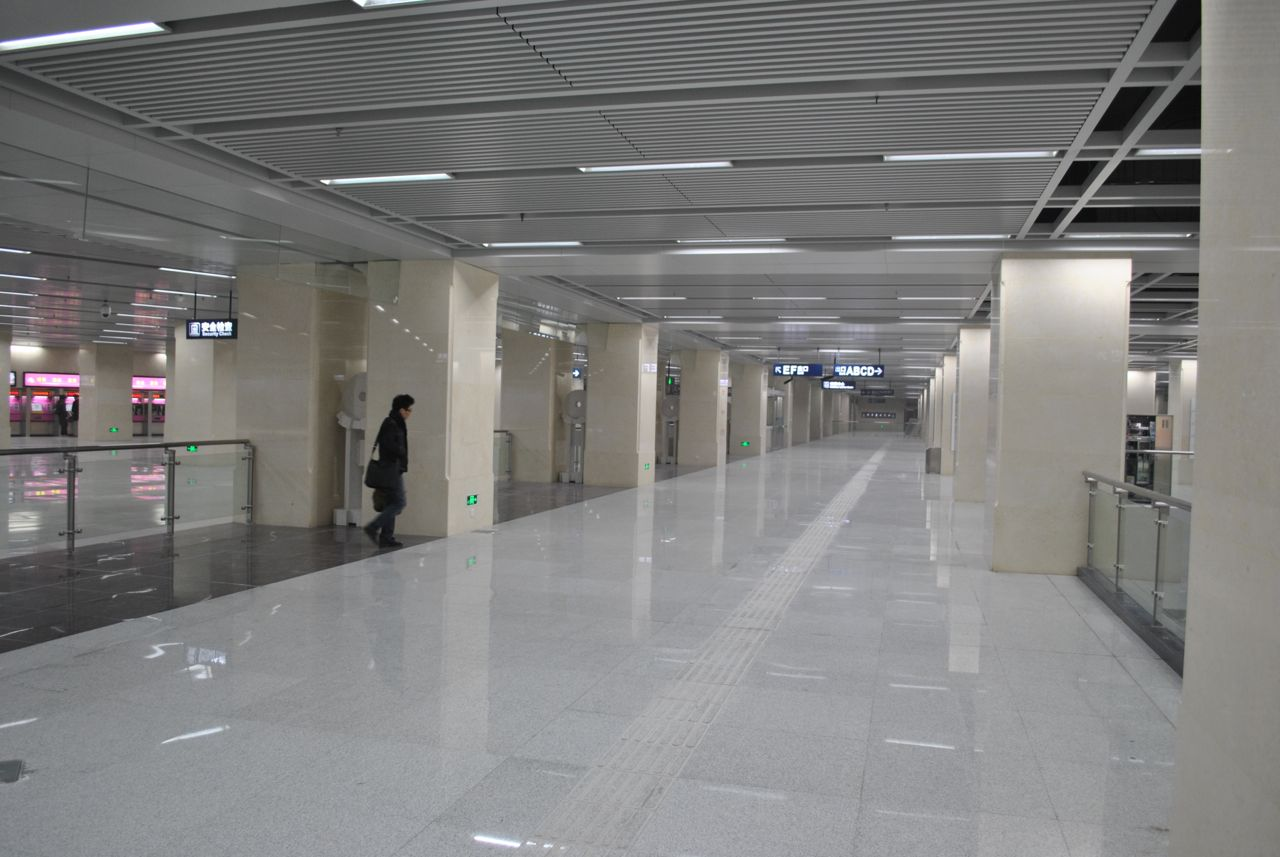
站厅
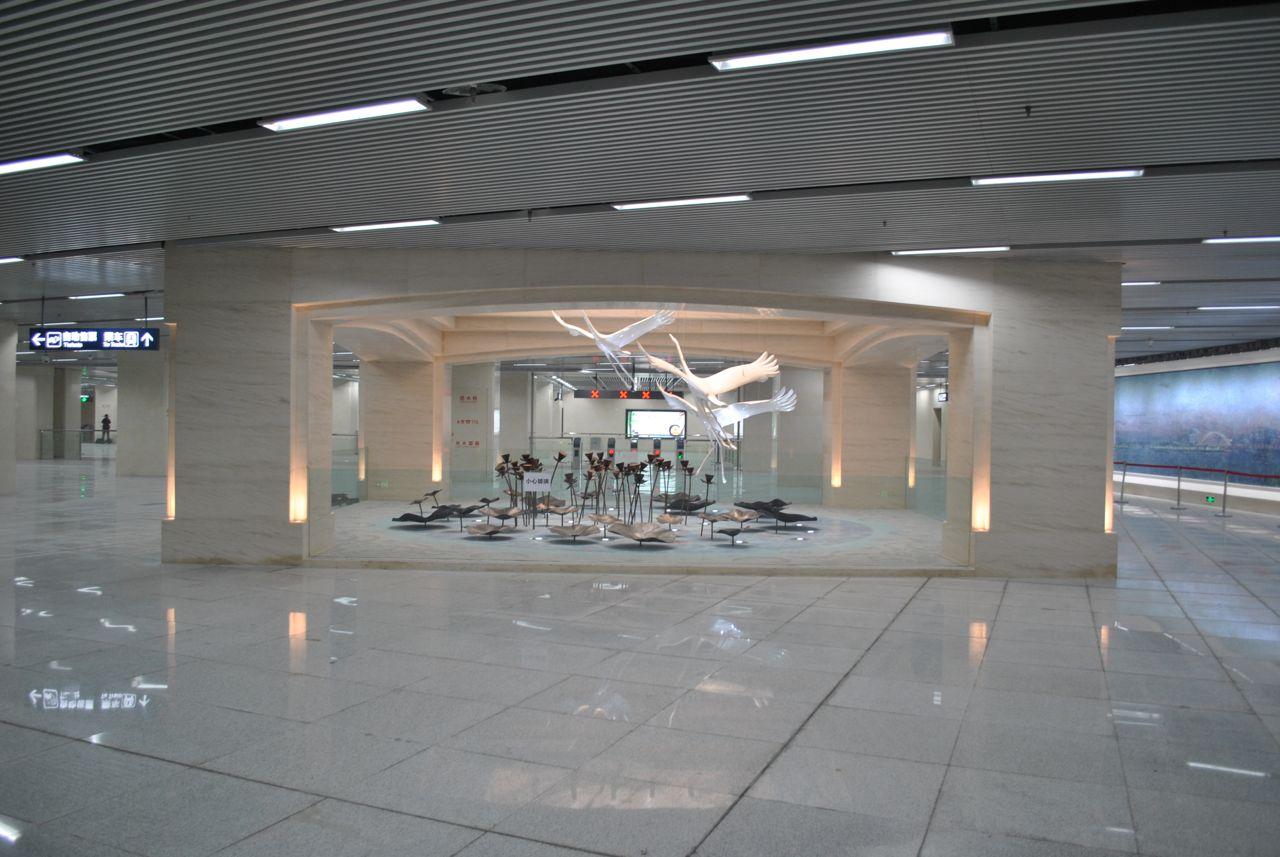
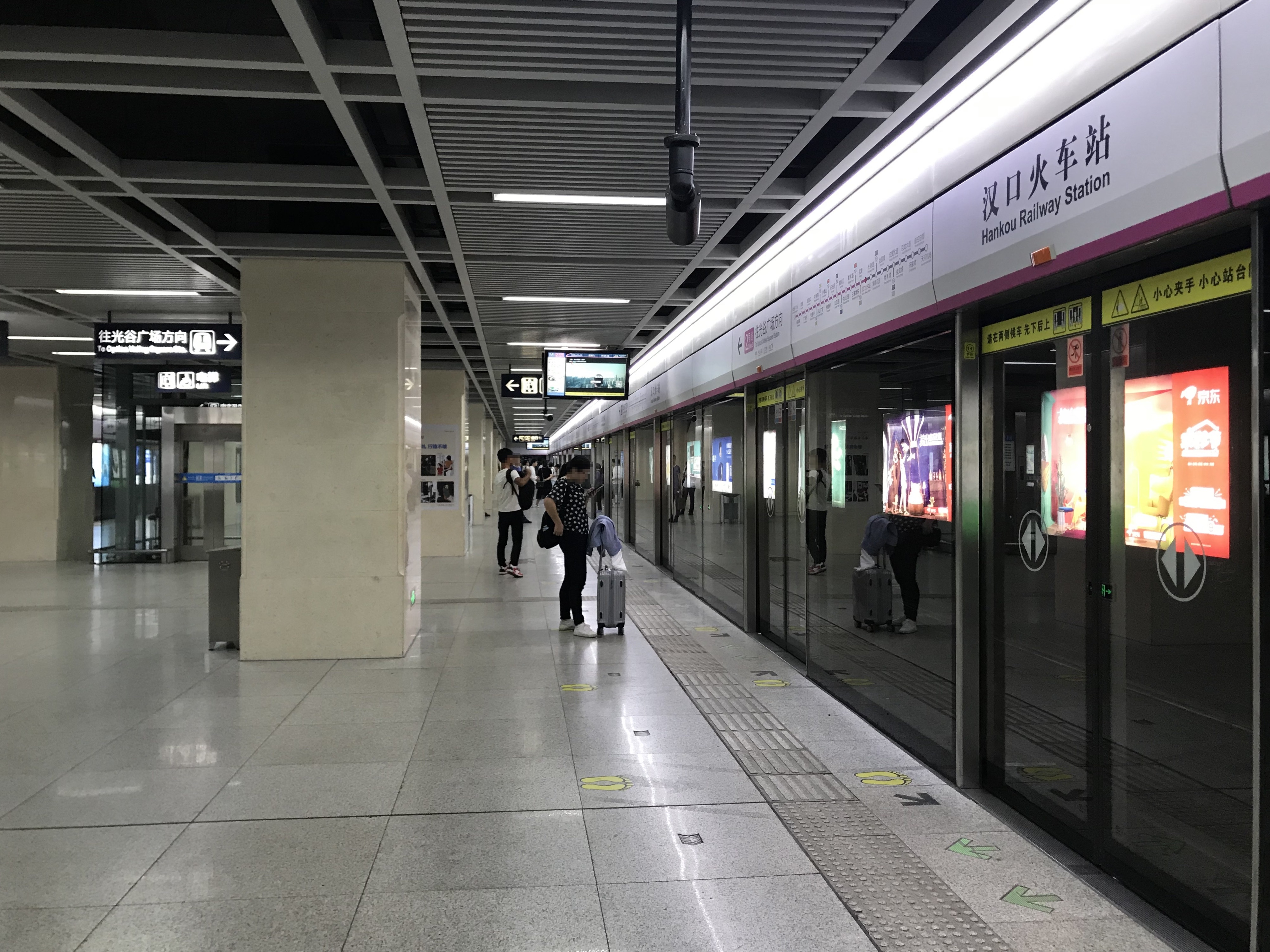
站台
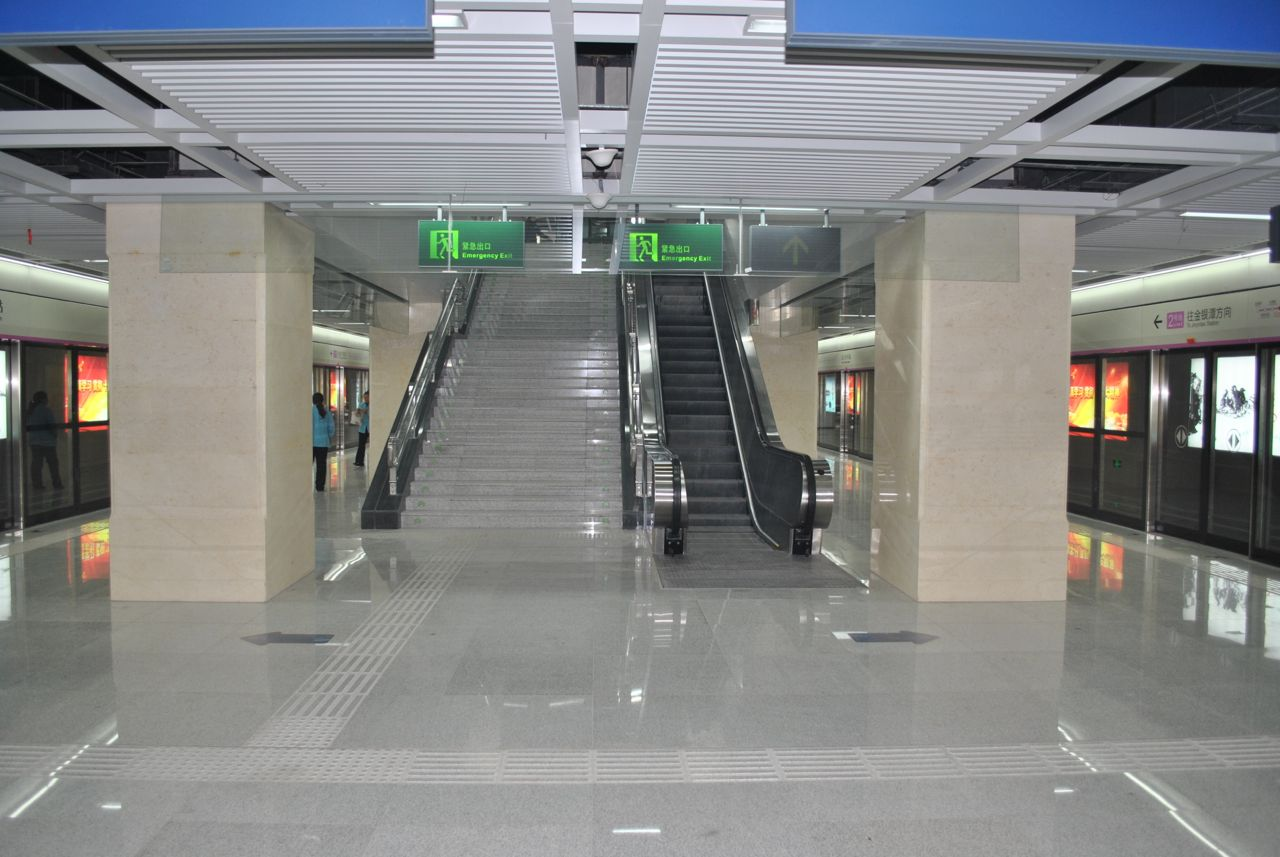
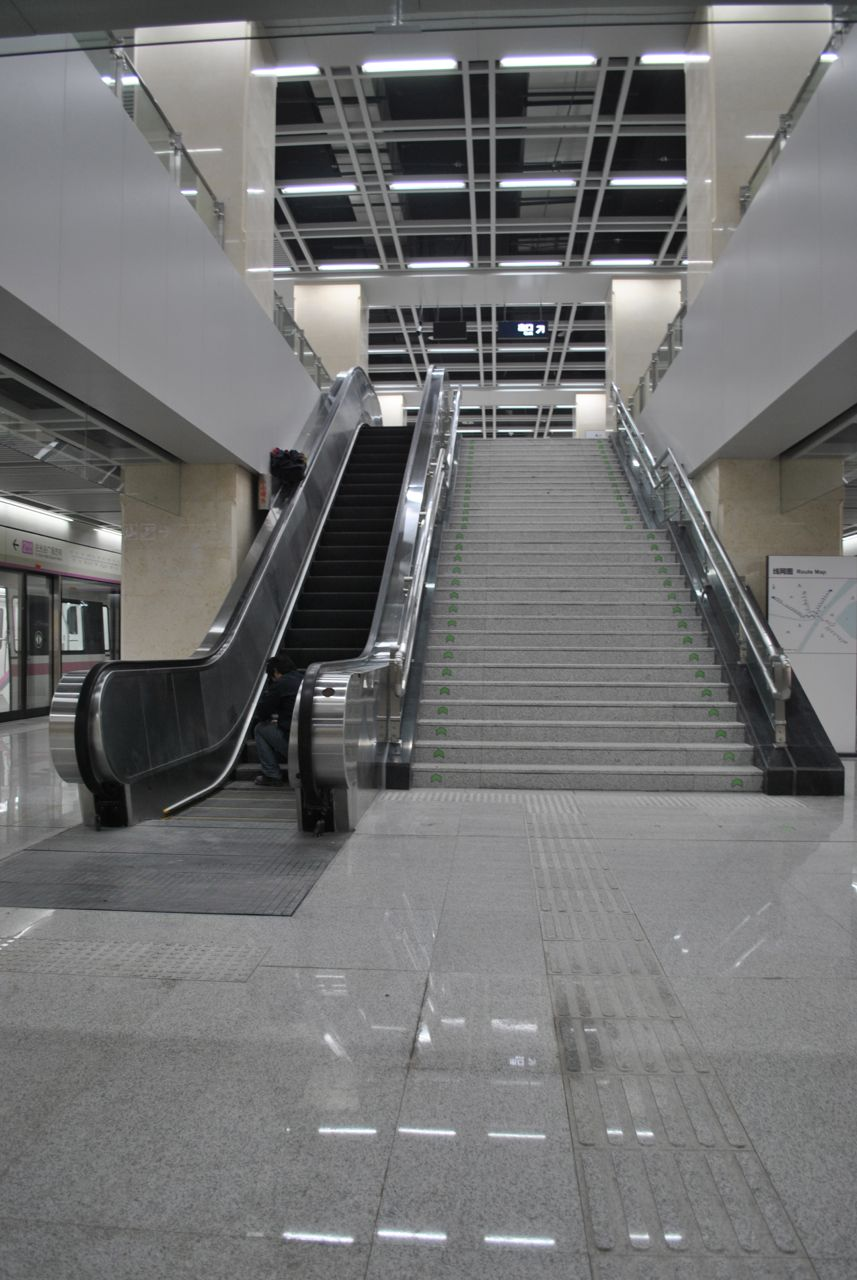
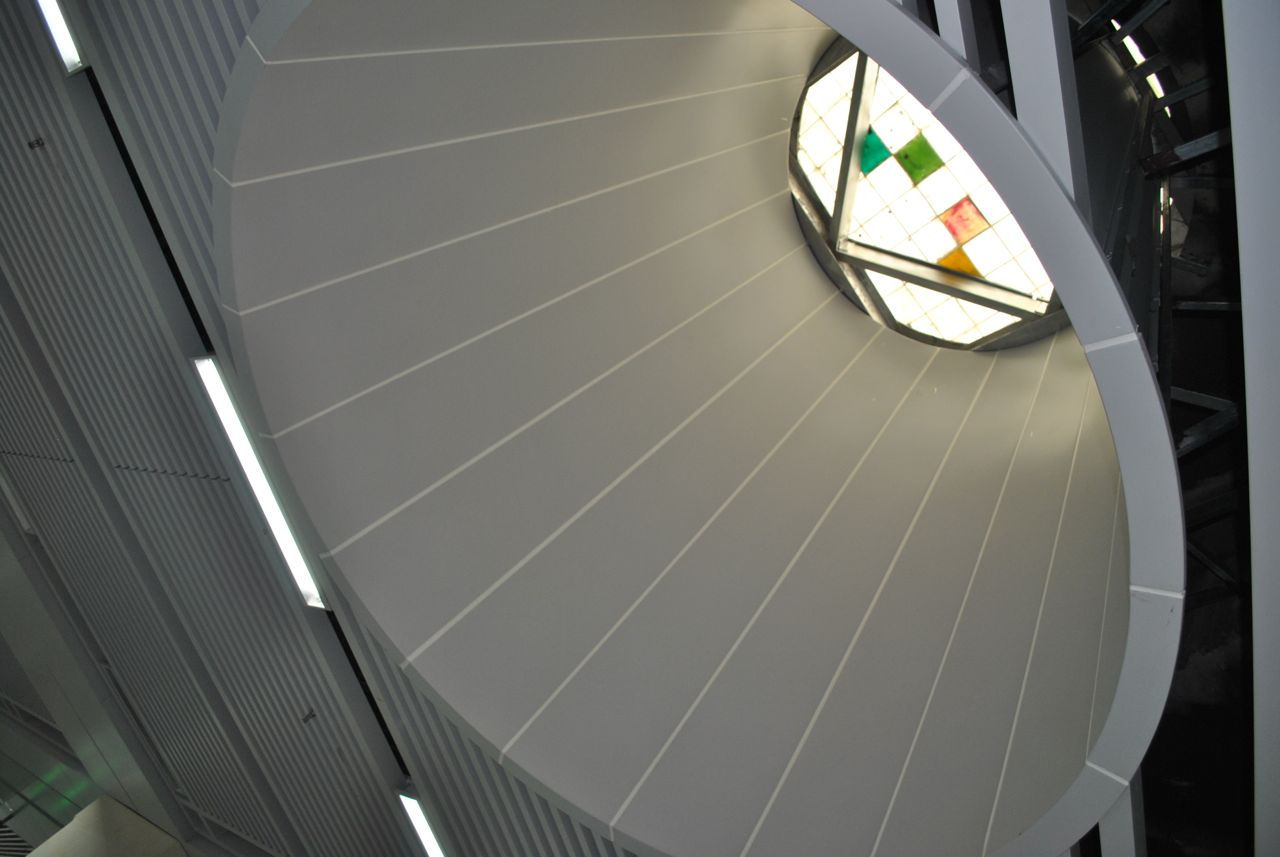
天井

## 站名
汉口火车站曾被提议命名为“汉口火车站站”，因站名过于拗口而饱受责备，后已去掉多余的“站”，改为“汉口火车站”。

## 車站特色
這站是武漢地鐵2号線其中一個特色車站，車站近F出口牆身是名為「江城印象」的大型馬賽克壁畫，壁畫前方是名為「黃鶴歸來」的仙鶴與水中蓮藝術裝置，而壁畫旁牆身展示了三個漢口區歷史與公交微縮模型。

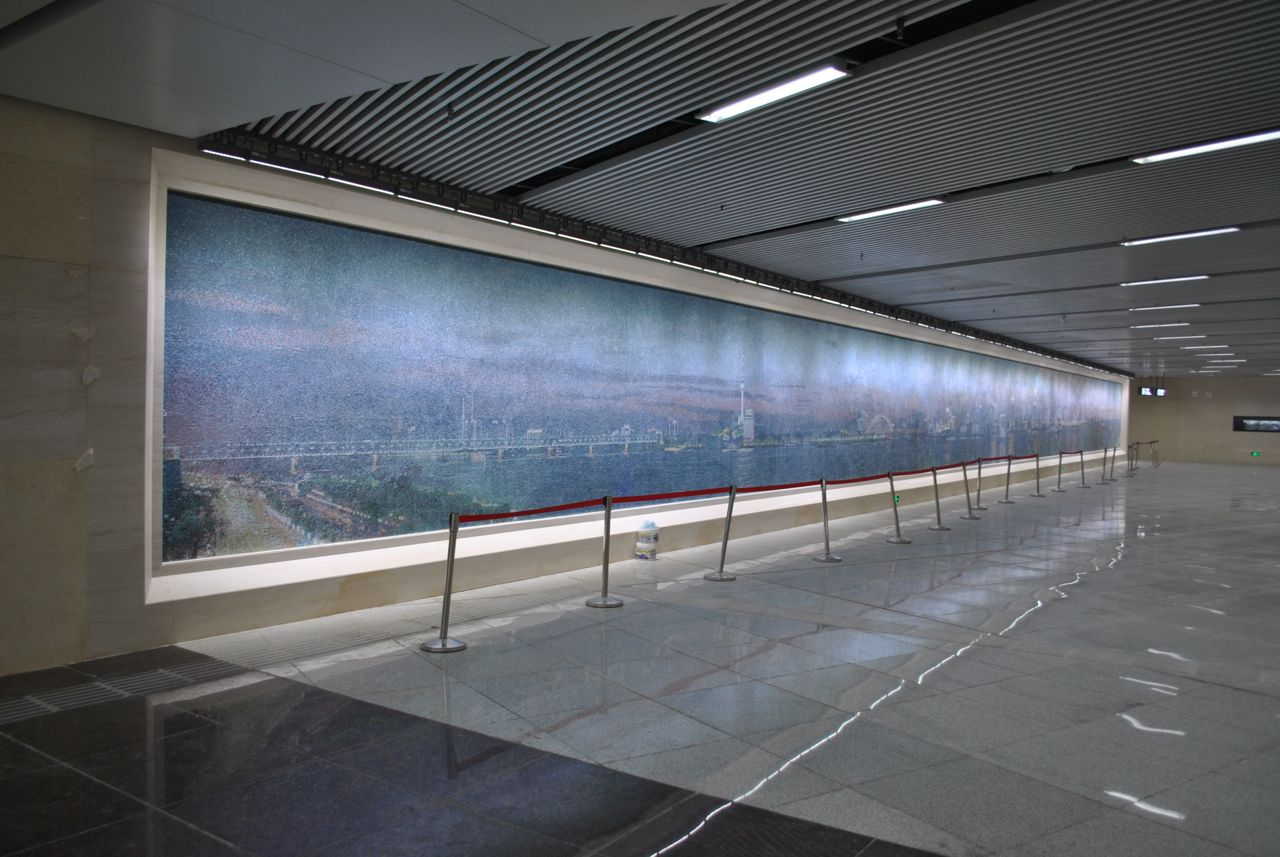
特色墙：江城印象
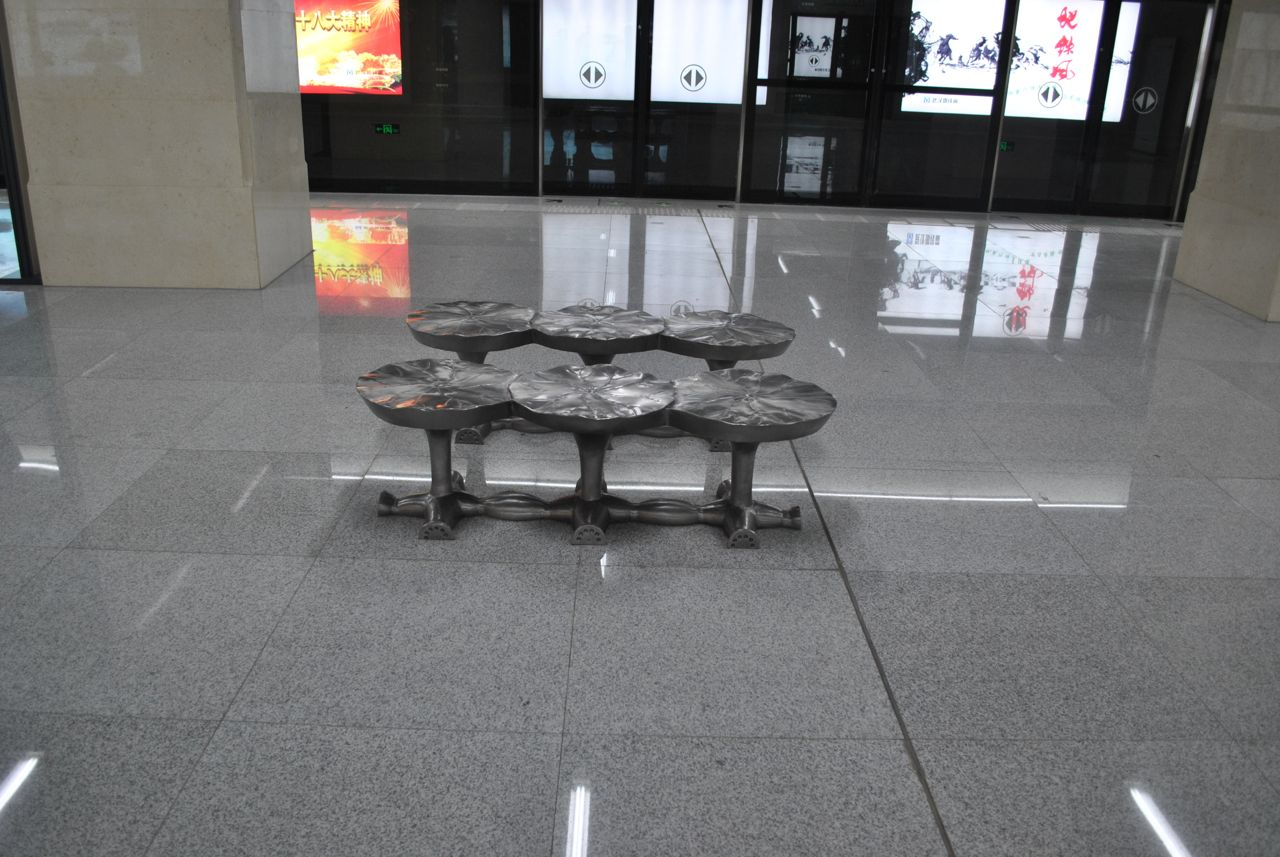
特色凳：蓮花
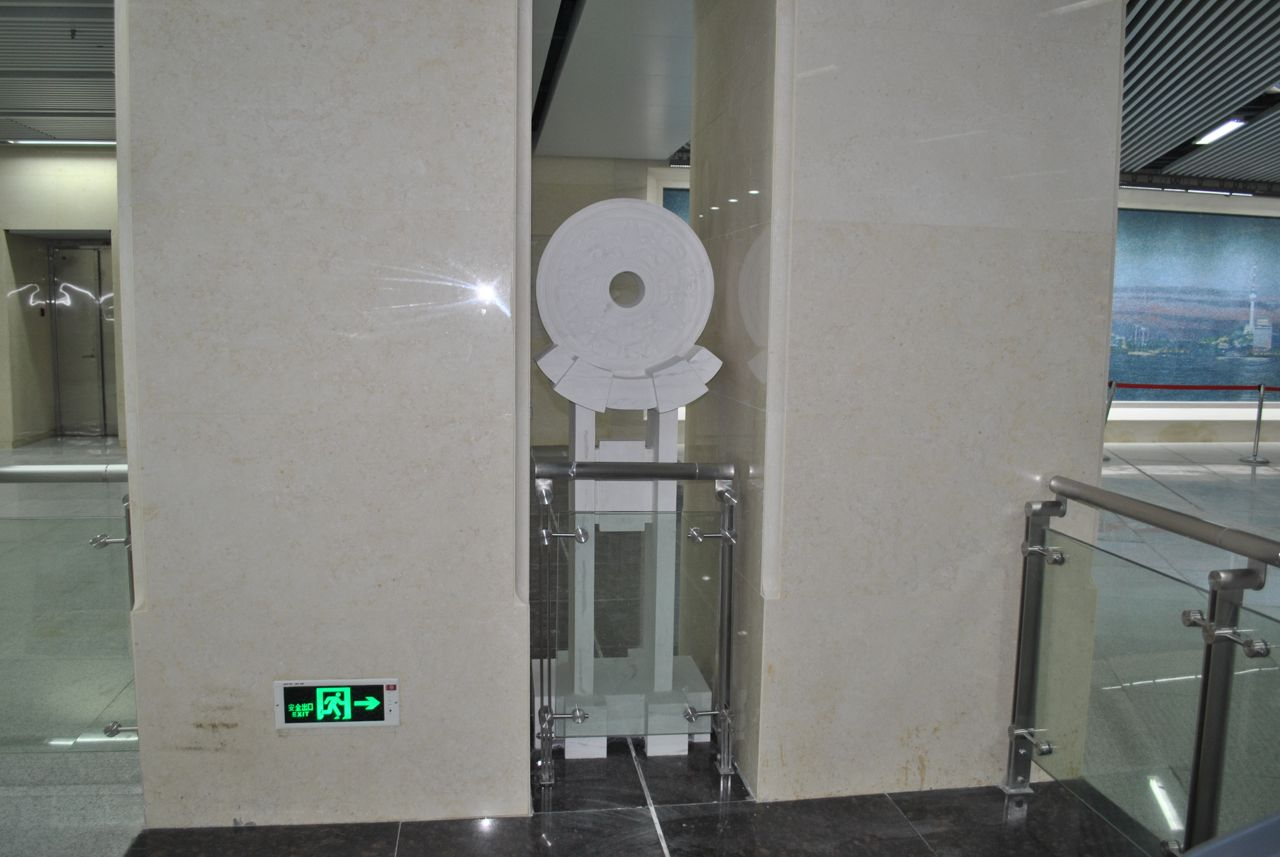
站内小品
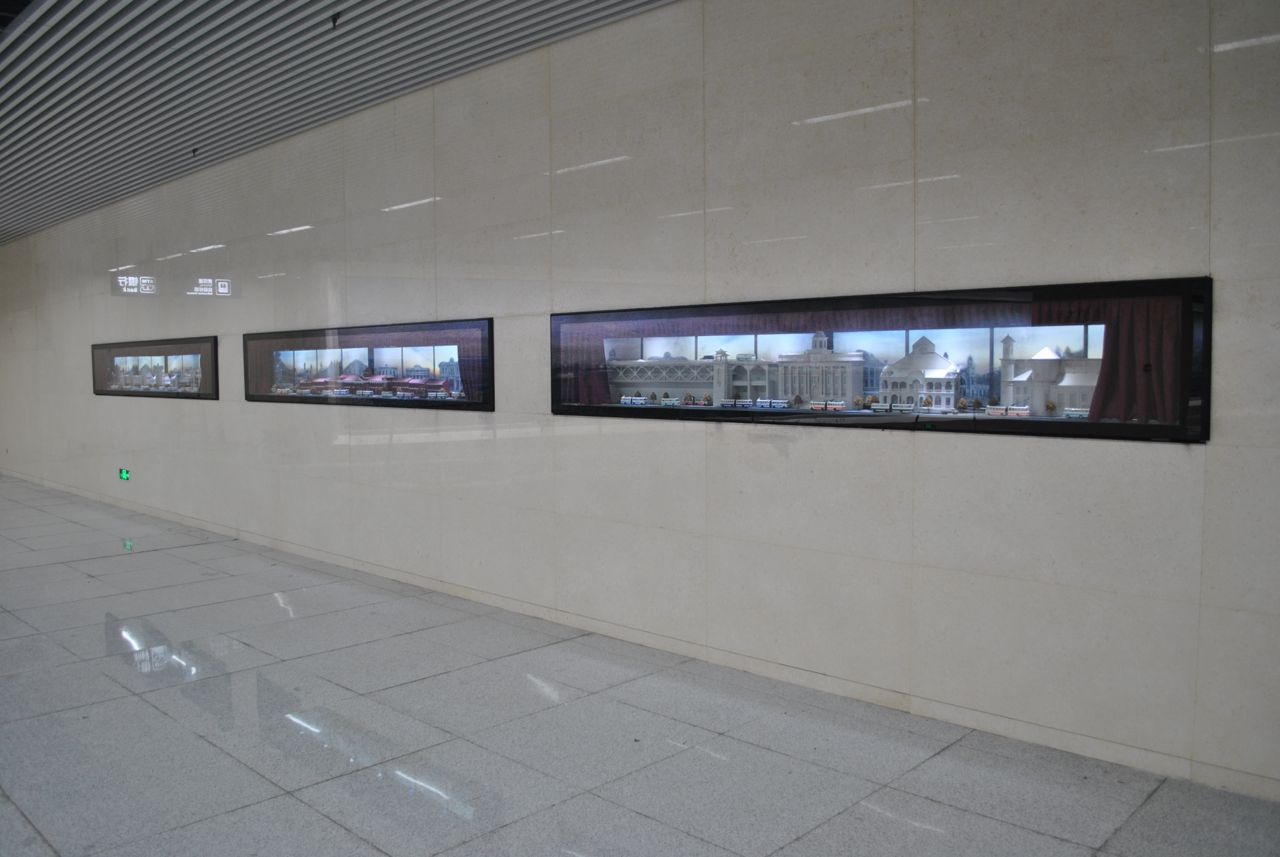
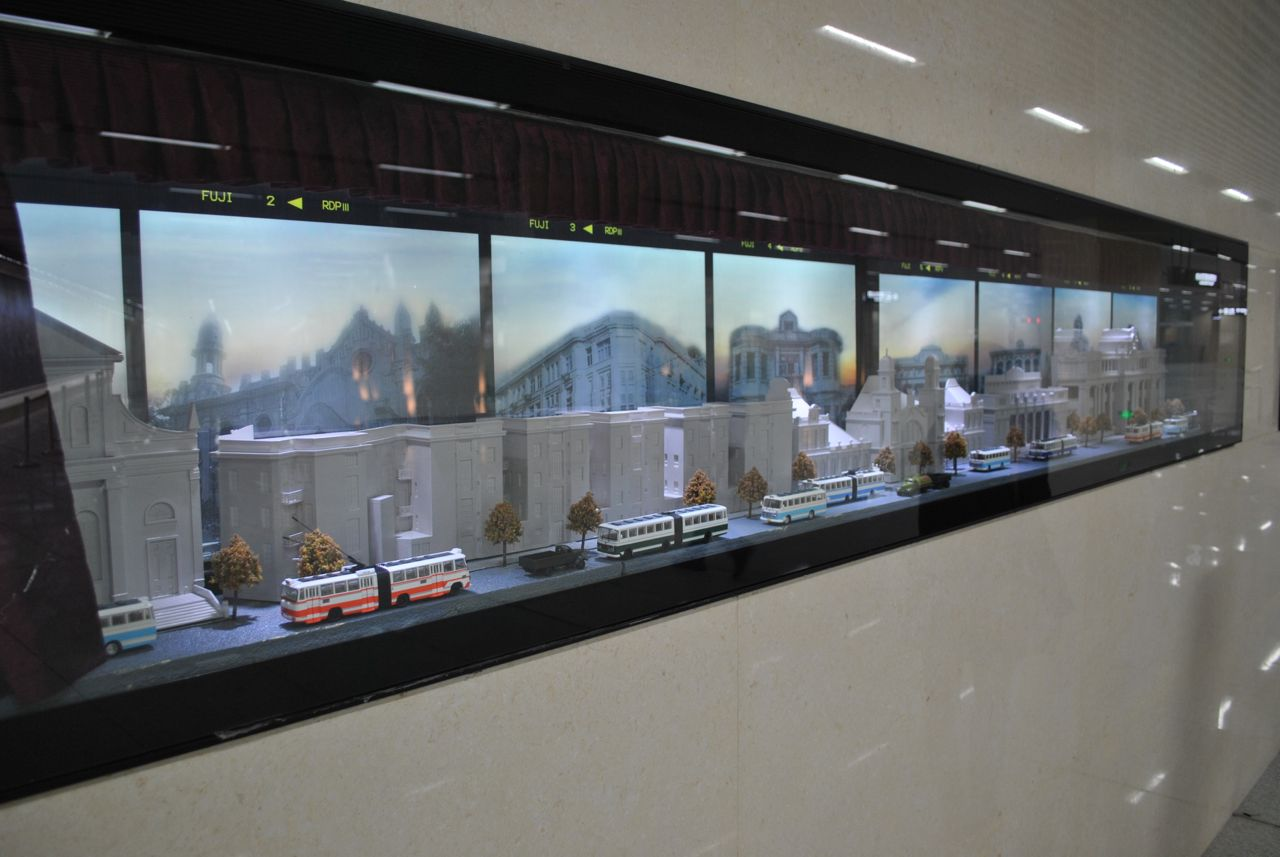
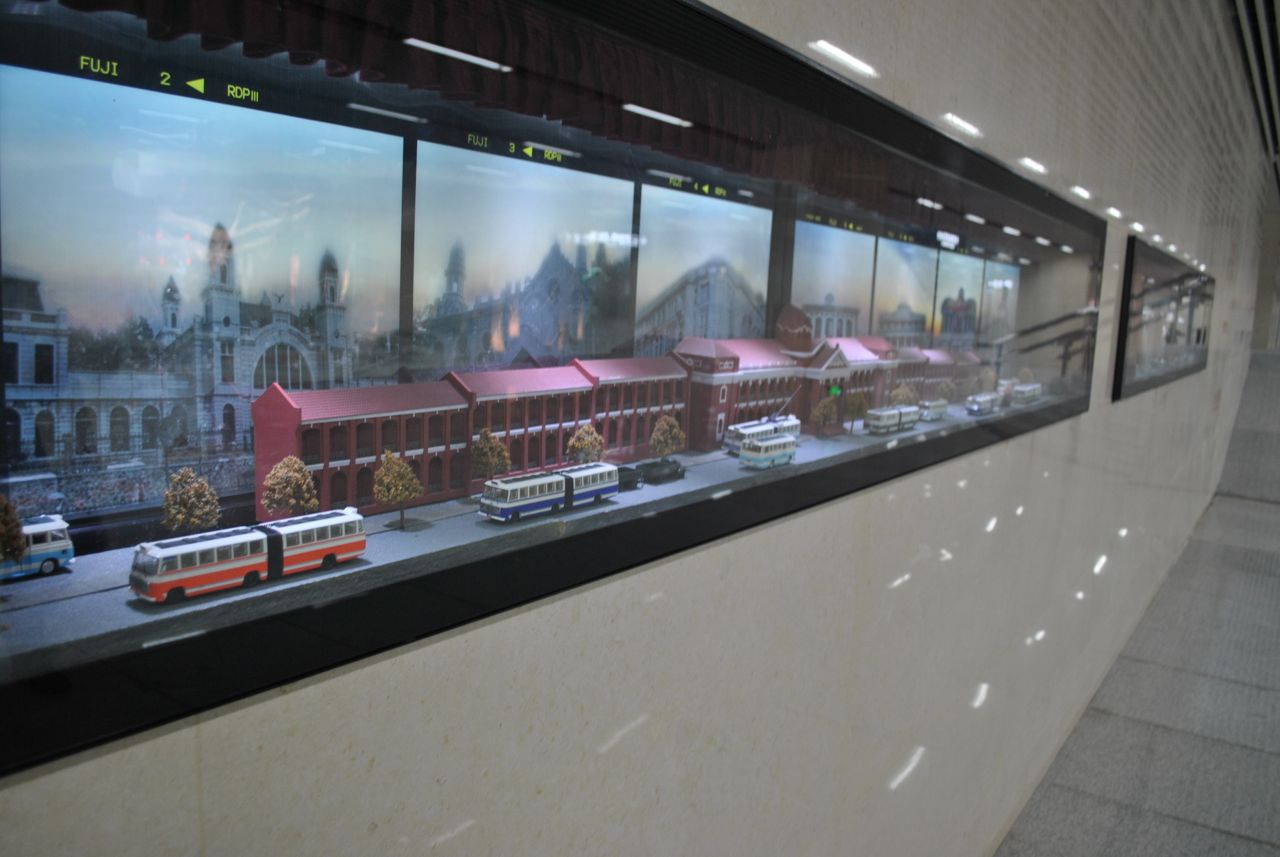
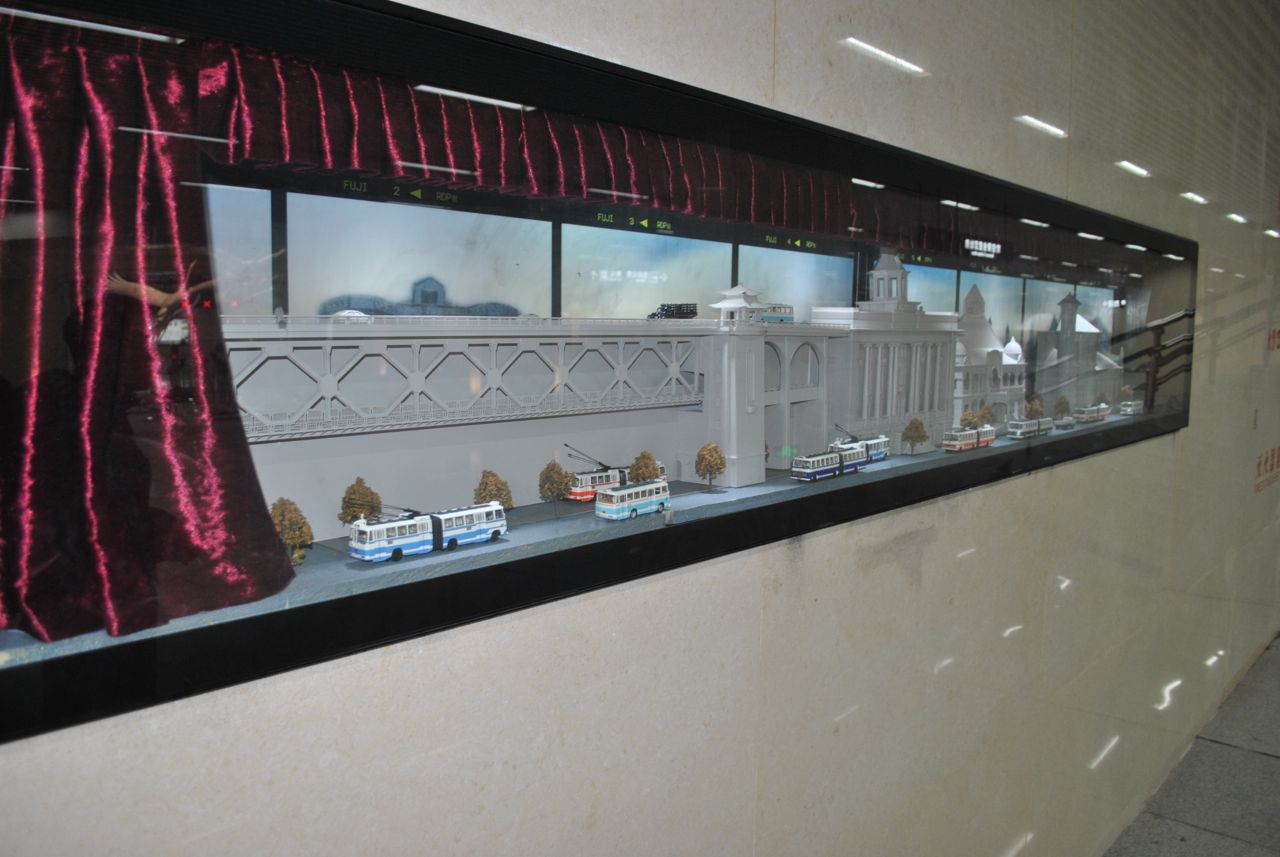
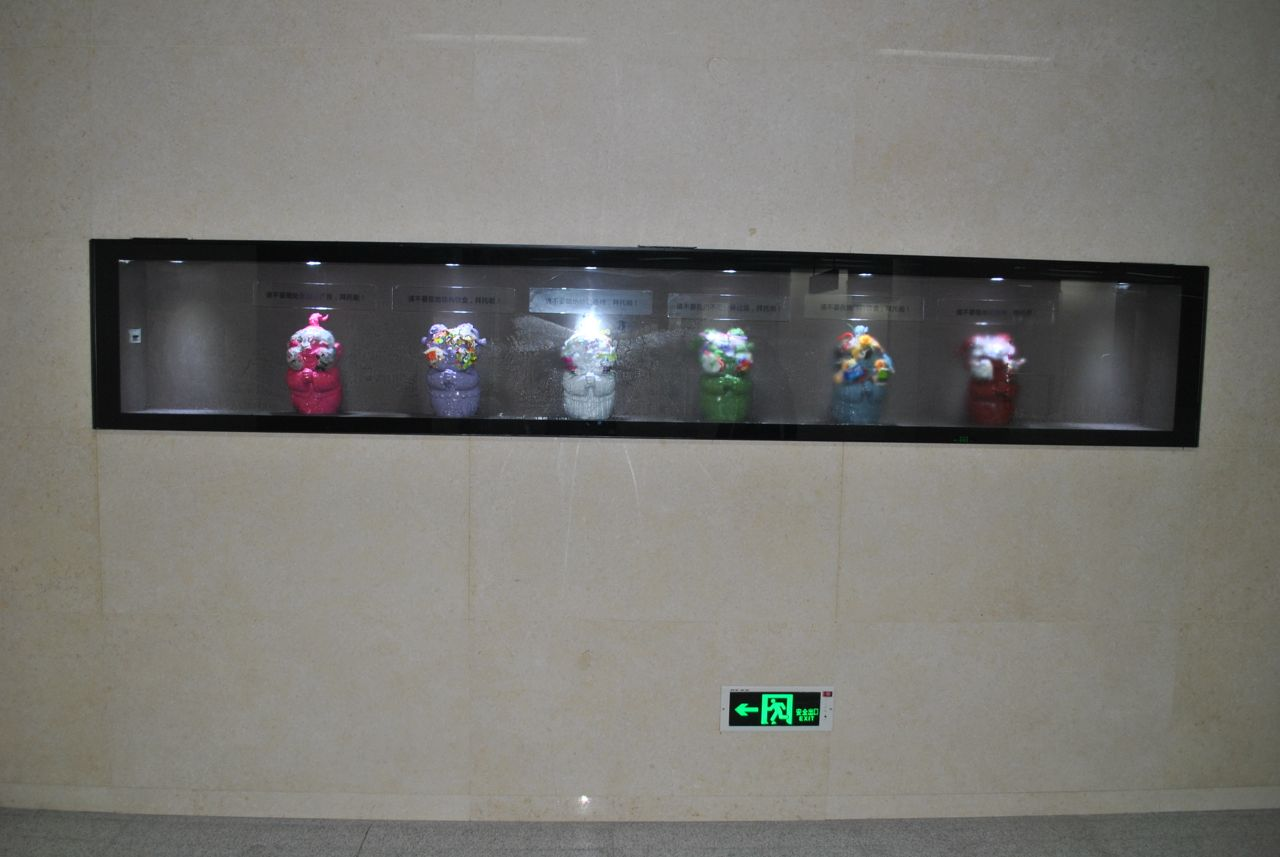
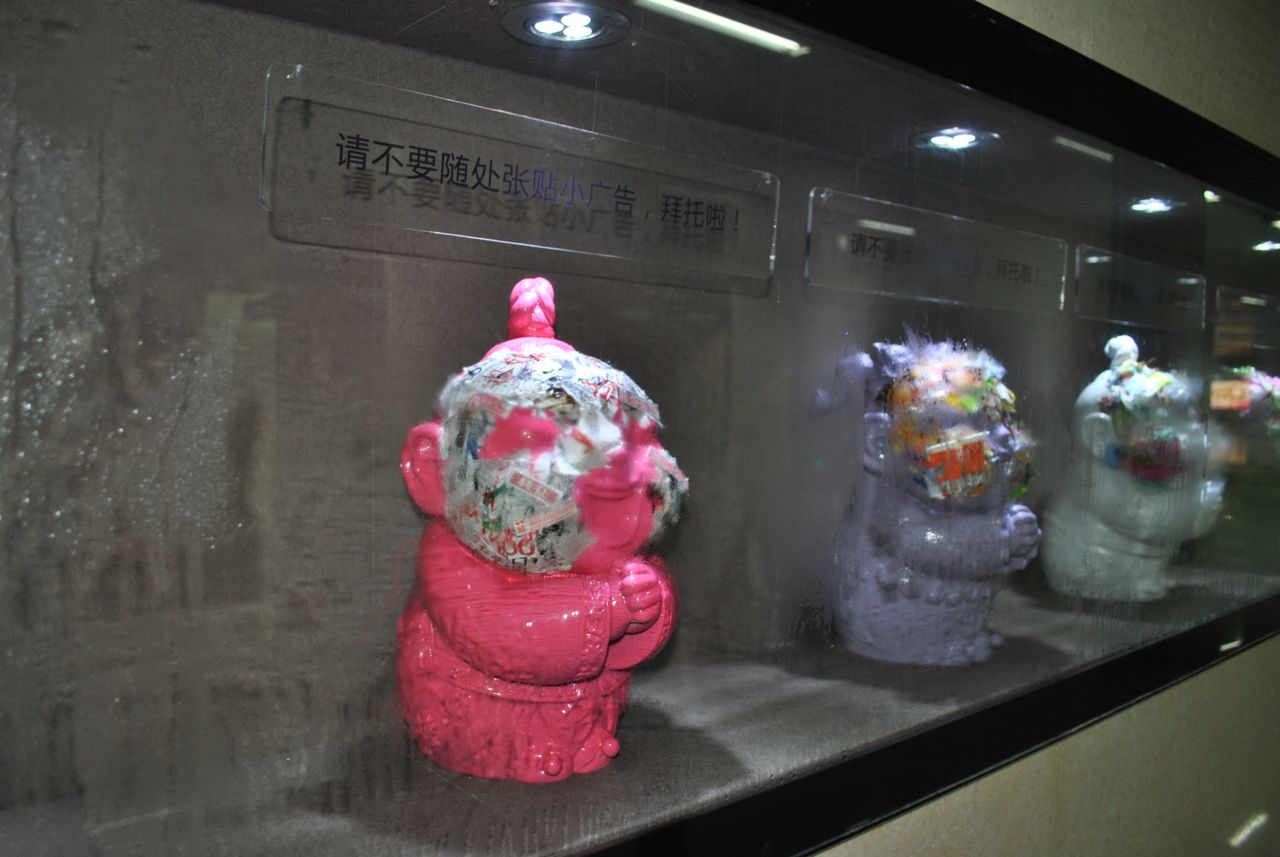

## 車站出口
|                                                                   |      |                                                             |                                   |
| 出口編號                                                          | 設施 | 照片                                                        | 建議前往的目的地                  |
| A                                                                 |      |                                                             | 汉口站西路 武漢市郵政局           |
| B                                                                 |      |                                                             | 汉口站西路 武漢市郵政局           |
| C                                                                 |      |                                                             | 汉口站中路 銀墩街、欧亚达国际广场 |
| D1                                                                |      |                                                             | 发展大道 汉口站西路               |
| D2                                                                |      | 发展大道 武汉市公安局、中国移动、江汉区社保局、武汉市博物馆 |                                   |
| E                                                                 |      |                                                             | 汉口站中路 火车站广场             |
| F                                                                 |      |                                                             | 汉口站中路 火车站广场             |
| 注： 設有盲人引導徑 \| 設有升降機 \| 設有輪椅升降台 \| 設有洗手間 |      |                                                             |                                   |

## 邻近地区
汉口火车站，中国移动武汉分公司，武汉市公安局，武汉汽车客运总站。